# Конспираторы (фильм, 1944)
«Конспираторы» (англ. The Conspirators) — шпионский фильм режиссёра Жана Негулеско, вышедший на экраны в 1944 году.
Действие фильма происходит в нейтральном Лиссабоне в период Второй мировой войны, где после серии успешных диверсий скрывается один из голландских борцов Сопротивления Винсент Ван Дер Лин (Пол Хенрейд). Охоту на него ведёт немецкая контрразведка, внедрившая в ряды антифашистской подпольной группы своего агента. Однако Ван Дер Лин не только разоблачает и уничтожает вражеского агента, но и находит в Лиссабоне свою любовь (Хэди Ламарр).
Фильм имеет определённое тематическое и сюжетное сходство с фильмами Майкла Кёртиса «Касабланка» (1942) и «Путь в Марсель» (1944).

## Сюжет
Во время Второй мировой войны голландский борец сопротивления Винсент Ван Дер Лин (Пол Хенрейд) проводит серию успешных диверсий, включая подрывы железнодорожного состава с немецкими военнослужащими и военного завода. Когда в Нидерландах нацисты начинают на него настоящую охоту, обещая крупную награду за его голову, по указанию своего руководства Ван Дер Лин нелегально бежит из страны через вишистскую Францию и Испанию, добираясь до нейтрального Лиссабона.
Тем же самолётом, что и Ван Дер Лин, в Лиссабон прибывает и немецкий агент Отто Луцке (Курт Кетч). На пограничном контроле в аэропорту Лиссабона капитан местной полиции Перейра (Джозеф Каллея) обращает внимание на французский паспорт голландца Ван Дер Лина и спрашивает о цели его визита в Лиссабон. Тот сообщает, что находится в городе проездом, так как через 36 часов собирается отправиться в Англию. Перед расставанием Перейра отвечает, что с португальской визой у голландца всё в порядке, но находясь в этой стране, он должен помнить о её нейтралитете, а в противном случае будет иметь дело с полицией. Из аэропорта Луцке звонит доктору Шмидту, главе немецкой контрразведки в Португалии (Стивен Герей) и докладывает, что вместе с ним летел подозрительный человек — Винсент Ван Дер Лин — у которого французский паспорт, но голландское имя, и нет печати вишистской пограничной службы о пересечении границы. Луцке пытался с ним заговорить, но тот пресёк все попытки общения. Шмидт поручает Луцке проследить за Ван Дер Лином и попытаться выяснить, кто он такой. Выйдя из здания аэропорта, Ван Дер Лин по условному жесту и паролю вступает в контакт со слепым торговцем сувенирами, который работает на местную антифашистскую организацию. Тот посылает голландца в ресторан «Кафе Империо», где с ним должны связаться. Луцке отправляется на такси вслед за ним.
В ресторане Ван Дер Лин, изголодавшийся по хорошей еде, садится за столик и делает богатый заказ, а затем замечает, что в ресторане появился Луцке. Тем временем к ресторану подъезжает автомобиль, из которого выходит красивая, богато одетая молодая женщина (Хэди Ламарр). Через несколько мгновений на том же месте останавливается машина с двумя мужчинами, которые явно следят за ней. Женщина заходит в тёмный переулок, где передаёт ожидающему её пожилому человеку половинку карты, которая служит паролем, и называет адрес. Мгновение спустя, кто-то стреляет мужчине в спину, и он падает, перед смертью успевая сжечь карту. Женщина успевает скрыться, зайдя через служебный вход в «Кафе Империо». Вскоре на месте убийства появляется полиция.
Женщина проходит в зал ресторана, сообщая метрдотелю, что «они убили Дювалля». Метрдотель пытается вывести женщину через главный вход, но в этот момент в зале появляется лиссабонская полиция. Чтобы не привлекать к себе внимания, женщина садится за ближайший столик к Ван Дер Лину и просит его заказать ей шерри. Винсент рад её компании и начинает с ней приятный шутливый разговор, выясняя, что её зовут Айрин. Она поддерживает беседу, и предлагает ему как любителю рисковать съездить в Эшторил, португальское Монте-Карло, где она бывает практически каждый вечер. Когда полиция выходит из зала, Айрин говорит, что ей нужно срочно позвонить по телефону, встаёт из-за стола и исчезает через служебный вход. После её ухода к Ван Дер Лину подходит небольшой пучеглазый человек с часами в руках (Питер Лорре), который оказывается Связным группы подпольщиков. Он назначает встречу на завтра утром в 9.30 в бюро путешествий «Курс». Поняв, что Айрин сбежала, Ван Дер Лин, не дожидаясь ужина, расплачивается и направляется к выходу. Луцке пытается последовать за ним, однако Связной задерживает его, якобы случайно облив вином. Когда Ван Дер Лин выходит из ресторана и садится в такси, чтобы направиться в казино «Эшторил», слепой торговец показывает его человеку в очках (Монте Блю), а затем передаёт тому монету Золотой орёл.
В казино Ван Дер Лин быстро находит Айрин за рулеточным столом, но она делает вид, что с ним не знакома и отвечает, что не была сегодня в ресторане «Империо». Затем, выйдя на балкон казино с чудесным вечерним видом на море, она говорит, что их не должны видеть вместе, давая понять, что для него это может быть опасно. В этот момент на балконе появляется лощёный джентльмен средних лет, который явно близок Айрин, она представляет его как Хьюго Фон Мора (Виктор Францен). Когда они втроём возвращаются в зал, к ним подходит Луцке, с которым Айрин также знакома. После этого Ван Дер Лин решает уехать, выясняя по дороге у персонала казино, что фон Мор является сотрудником немецкого посольства.
На выходе из казино Ван Дер Лин встречает знакомого Связного, который рекомендует ему не оставаться на ночь в городе, а переночевать, например, у надежного человека по имени Мигель (Владимир Соколофф) в рыбацкой деревушке Кашкаш. Найдя Мигеля, Ван Дер Лин помогает рыбакам разгружать улов. Беседуя с Мигелем Ван Дер Лин признаётся, что в «Эшториле», возможно, что-то потерял, имея в виду Айрин. Затем он ужинает вместе с рыбаками, рассказывая о нацизме и о тех, что с ним сражается в Европе. Он говорит, что был в Голландии школьным учителем, и однажды нацисты ворвались к нему на урок и расстреляли 14-летнего ученика, который написал на доске «Да здравствует свобода!», его же арестовали только за то, что он учил детей опасным мыслям о свободе. Однако Ван Дер Лин сбежал, перешёл на нелегальное положение и стал участвовать в диверсионной работе голландского сопротивления.
На следующее утро в туристическом бюро «Курс» Ван Дер Лин встречается со Связным, который провожает его на конспиративную квартиру, расположенную в ломбарде. Там его встречает лидер подпольной антифашистской группы, известный писатель Рикардо Квинтанилья (Сидни Гринстрит), который представляет его другим членам своей группы — норвежцу Антону Уайнату (Грегори Гэй), который служил в армии Квислинга, а теперь занимается поставками оружия для бойцов сопротивления, и французу Полю Ларишу, который организовывал работу подполья в Париже, а также польскому часовщику Яну Бернажски, которого Ван Дер Лин уже знает как Связного.
После того, как члены группы уходят на розыски убийцы Дювалля, Квантанилья остаётся с Ван Дер Лином наедине, рассказывая ему, что в группе завёлся предатель. Затем Квантанилья просит голландца провести инструктаж человека, которого он посылает на его место. Лидер группы показывает Ван Дер Лину этого человека — Дженнингса — называя его самым важным из тех, кого он направил в оккупированную Европу (это тот самый человек, который получил от слепого монету Золотой орёл). Если Дженнингс не доберётся до Голландии, то это может привести к гибели сотен и тысяч борцов сопротивления. Квантанилья снял для Ван Дер Лина номер в гостинице, где тот должен будет встретиться в Дженнигсом в 10 часов вечера и подробно проинструктировать его о ситуации в стране.
В гостиничном номере Ван Дер Лин получает записку от Айрин, в которой та просит забыть обо всём, что произошло прошлым вечером и если им будет суждено встретиться ещё раз — вести себя естественно и не задавать вопросов. У посыльного Ван Дер Лин узнаёт адрес Айрин и направляется туда. Подождав, когда Айрин выйдет из дома, Ван Дер Лин садится к ней в автомобиль. Первоначально Айрин ведёт себя очень холодно и просит голландца выйти. Однако, он садится за руль и увозит её за город, предлагая пообедать в одной из таверн.
Тем временем в Посольстве Германии Лицке докладывает Шмидту и Фон Мору о слежке за Ван Дер Лином, говоря, что не знает, где тот ночевал. Шмидт сообщает, что получил информацию из Берлина, согласно которой Ван Дер Лин известен Гестапо как голландский диверсант по прозвищу Летучий голландец.
Беседуя в таверне, Айрин рассказывает, что она француженка, и жила там до самой оккупации, а также что её связывают близкие отношения с фон Мором. Голландец говорит, что верит ей. Слушая народную песню, Ван Дер Лин трактует её слова, как встречу мужчины и женщины, которые познакомились в ситуации, когда им обоим угрожает опасность иносказательно объясняясь Айрин в любви словами песни — «со мной Бог, со мной любовь и ты». Они выходят на балкон и целуются. Ван Дер Лин уговаривает её завтра уехать вместе с ним в Англию, на что она рассказывает, что в своё время Хьюго вытащил её из концентрационного лагеря Дахау, где она провела четыре месяца, и за то, что она спас её жизнь, она готова сделать для него всё, что угодно. Голландец возражает, что это благодарность, преданность, но не любовь, на что Айрин сообщает, что Хьюго — её муж. Подавленный этой новостью, он прощается и уходит.
Вернувшись в гостиницу с опозданием на несколько минут, Ван Дер Лин бежит в свой номер, не заметив сидящего в холле Бернажски. Зайдя в комнату, Ван Дер Лин видит за столом умирающего Дженнингса, который просит передать Квантинилье, что они забрали Орла. Ван Дер Лин поднимает с пола пистолет, и это видит наблюдающий за ним через окно Уайнат, который также видит, как голландец обыскивает труп Дженнингса. В этот момент по анонимному звонку в номер входит капитан Перейра в сопровождении нескольких полицейских. Перейра арестовывает Ван Дер Лина по подозрению в убийстве.
На приёме в посольстве Германии Айрин узнаёт от начальника лиссабонской полиции, полковника Альмейды (Эдуардо Чианнелли) о том, что Ван Дер Лин арестован по подозрению в убийстве Дженнингса. Ночью после приёма Айрин рассказывает мужу, что провела с голландцем весь день. Хьюго говорит, что ему об этом известно, и его это не смущает. Однако когда он пытается приблизиться к Айрин, она просит его не делать этого и с тяжёлыми мыслями ложится на кровать.
Тем временем в тюрьме Ван Дер Лин знакомится с заключённым, рассказывая ему, что его предал человек, которого он считал своим другом. Айрин приезжает к начальнику полиции и просит освободить Ван Дер Лина по причине отсутствия мотива. Однако, начальник полиции отвечает, что у полиции много улик против голландца, достаточных для предъявления обвинения в убийстве Дженнингса, а тот факт, что Ван Дер Лин пересёк нелегально несколько границ и находится в разработке у Гестапо, может подсказать и мотив убийства. Тогда Айрин говорит, что у него есть алиби — она провела с ним весь день почти до 10 часов, когда его арестовали. Однако она отказывается подтвердить свои слова в суде, ссылаясь на положение своего мужа. Тогда начальник полиции говорит, что единственное, что он может для неё сделать, это организовать ей тайное свидание с Ван Дер Лином. На свидании голландец обвиняет Айрин в том, что она действовала по указанию немецкого посольства, устроив ему ловушку с убийством. Айрин пыталась ему что-то сказать, но заметив, что их подслушивают, промолчала. Разъярённый Ван Дер Лин ушёл.
Сокамерник говорит голландцу, что тот всю ночь бредил о прекрасной женщине, видимо, очень любит её. Ван Дер Лин решает бежать. Он подзывает тюремного охранника поближе под предлогом того, что его сокамерник заболел, затем набрасывает ему на шею петлю из проволоки, которую снял с метлы, достаёт из кармана охранника оружие, заставляет открыть камеру, затем берёт ключи, переодевается в его форму и выходит из здания тюрьмы. Через несколько минут побег обнаруживается, и начинается погоня. Под видом участия в преследовании Ван Дер Лин выезжает на служебной машине за территорию тюрьмы и даёт указание водителю ехать за пределы города. Когда водитель, наконец, понимает, что в его машине едет беглец, Ван Дер Лин устраивает лёгкую аварию, после чего убегает, выманивая на себя водителя. В конце концов, Ван Дер Лин завладевает автомобилем и скрывается. Перейра обещает начальнику полиции поймать Ван Дер Лина, когда тот придёт к кому-либо из своих друзей, а все его друзья известны, включая Айрин и Квантинилью. В немецком посольстве посол даёт указание подчинённым найти Ван Дер Лина раньше, чем полиция.
В конце концов, Ван Дер Лин, которому в перестрелке с охранником задело руку, добирается до рыбацкой деревушки, где его находит Роза, внучка Мигеля (Кэрол Тёрстон), после чего Мигель залечивает его рану. По просьбе голландца Роза доставляет его сообщение в Лиссабон Квинтанилье, за домом которого уже наблюдают люди Перейры. После обнаружения автомобиля около Кишкаша, Перейра догадывается, что там, вероятно, и скрывается Ван Дер Лин, а девушка-рыбачка была его связной. Неожиданно в доме Мигеля появляется Айрин. Голландец саркастически замечает, что на этот раз её, наверное, прислала полиция. Однако Айрин передаёт ему пистолет и патроны, сообщая, что её направил Квантинилья, и что она работает на него. Она обещает отвезти его в тайное место, где его будут ожидать все члены антифашистской группы Квинтанильи. Так как она знает всех по именам, Ван Дер Лин начинает верить, что она тоже входит в подпольную группу, и соглашается поехать вместе с ней.
На совещании подпольной группы Ван Дер Лина встречают с большой настороженностью, подозревая, что именно он убил Дженнингса, так как Бернажски и Уайнат видели его в гостинице и с оружием в момент преступления. Ван Дер Лин рассказывает свою версию убийства, утверждая, что всё было подстроено нацистами. Квинтанилья выясняет мнение своих соратников, трое из которых — Бернажски, Уайнат и Лариш — считают Ван Дер Лина предателем, однако Айрин и сам Квинтанилья становятся на его сторону, веря ему. После того, как Ван Дер Лин предаёт последние слова Дженнингса — «они забрали Орла» — лидер группы просит всех удалиться и остаётся с Ван Дер Лином наедине. Квинтанилья рассказывает, что для установления контакта с друзьями в Париже у Дженнигса был опознавательный знак — редкая монета с изображением орла. Об этом знало лишь несколько человек, и убил его тот, кто знал назначение «орла». Теперь убийца может отправиться во Францию, пользуясь «орлом» выдать там себя за члена сопротивления. В этот момент неожиданно заходит Хьюго, и Квинтанилья представляет его как одного из членов организации. После ухода Хьюго Квантанилья сообщает, что нельзя допустить, чтобы нацисты послали в Париж вместо Дженнингса своего человека. Так как Дженнингс должен был уехать в Париж только завтра вечером, соответственно, и нацистский агент скорее всего поедет в это же время, чтобы не вызвать подозрения у французских подпольщиков.
Ван Дер Лин предлагает план: Квинтанилья должен собрать всех и сообщить, что нашёл замену Дженнингсу. И тот, кто попытается связаться с нацистами, чтобы рассказать им об этом, и окажется предателем. Квинтанилья отправляет голландца обратно в рыбацкую деревню. На улице голландца ожидает Айрин, говоря, что это их последняя встреча и что она остаётся с Хьюго, потому что он рискует всем и у него не осталось ничего, кроме неё. Но это единственное, что её с ним связывает.
На совещании группы Квинтанилья объявляет, что руководство организации только что назначило нового агента вместо Дженнингса, однако его имя и личность не известны. Новый агент будет ждать группу в отеле за казино «Эшторил» в час ночи. Все должны собраться в зале за рулеточным столом без четверти час. Там Квинтанилья сообщит номер комнаты, где их будет ожидать новый агент, и через десять минут они все вместе выйдут из казино и направятся на встречу с ним. Бернажски поручают сообщить об этом плане Ван Дер Лину.
Капитан Перейра, который ведёт наблюдение за Кашкашем, замечает, что появился Ван Дер Лин, но решает его не убивать, а проследить за ним. Доктор Шмидт в посольстве вызывает Луцке, который приводит двух своих агентов, которые будут участвовать в операции в казино. Шмидт поручает им запомнить Ван Дер Лина, которого надо уничтожить.
Подобравшись к казино, Ван Дер Лин видит, как фон Мор сообщает Айрин, что Шмидт вызвал его к себе и приказал завтра отправляться в Германию. И если она откажется с ним ехать, Шмидт может заподозрить, что она связана с Ван Дер Лином, который оказался опасным борцом сопротивления, и предпринять соответствующие действия. Подошедшему Шмидту Айрин подтверждает, что поедет вместе с мужем в Германию. Айрин и фон Мор подходят к рулеточному столу, где уже сидят члены группы Квантанильи. Ван Дер Лин собирается зайти в казино, но его останавливает Перейра. Так как капитан полиции собирается его арестовать, Ван Дер Лин говорит ему о плане, как он собирается вычислить настоящего убийцу, который работает на нацистов. Перейра, у которого свой личный счёт к нацистам, соглашается не препятствовать плану Ван Дер Лина с условием, что после завершения операции тот уедет в Англию.
Без десяти минут час Квинтанилья сообщает членам группы номер комнаты в отеле, где состоится встреча с новым агентом. Когда к нему подходит Ван Дер Лин, Квинтанилья сообщает ему, что назначил всем встречу в «Гранд-отеле» в номере 865. Предатель должен как-то передать нацистам номер комнаты, чтобы они успели ликвидировать агента. Вокруг стола сидят и известные Квинтанилье нацисты, которые ждут, когда им сообщат номер. Доктор Шмидт, увидев в зале Перейру, требует арестовать Ван Дер Лина, однако тот не торопится. В течение десяти минут все пребывают в напряжённом ожидании, и наконец за одну минуту до часа ставку «8-6-5» делает фон Мор. Квинтанилья предлагает фон Мору пройти на выход, все подпольщики встают из-за стола и сопровождают фон Мора. Квинтанилья говорит фон Мору: «Игра окончена», что приводит Айрин в шок от того, что предателем оказался её муж. Двое нацистов со спрятанным оружием останавливают подпольщиков и дают фон Мору уйти, однако к нему направляются представители местной полиции. Двух нацистов задерживают, однако фон Мору удаётся бежать. Ван Дер Лин и Перейра бегут вслед за ним по окрестностям. Начинается перестрелка, в ходе которой Ван Дер Лин в итоге ранит Фон Мора. Перед смертью фон Мор пытается выстрелить в Ван Дер Лина, однако Перейра своим выстрелом убивает его. Голландец обыскивает фон Мора, находя у него в кармане «золотого орла». Подошедшему Перейре голландец говорит, что это фон Мор убил Дженнингса. Перейра берёт пистолет из рук Ван Дер Лина и бросает его в воду, а затем молча уходит.
Ван Дер Лин вместе с Айрин приезжают в небольшую бухту, где его ожидает Мигель на своей небольшой шхуне, собираясь доставить его до границы. Так как послать в Париж вместо Дженнингса больше некого, Квинтанилья решил направить туда Ван Дер Лина. Перед расставанием Ван Дер Лин и Айрин целуются, обещая ждать друг с друга.

## В ролях
- Хэди Ламарр — Айрин Фон Мор
- Пол Хенрейд — Винсент Ван Дер Лин
- Сидни Гринстрит — Рикардо Квинтанилья
- Петер Лорре — Ян Бернажски
- Виктор Францен — Хьюго Фон Мор
- Джозеф Каллея — капитан полиции Перейра
- Кэрол Тёрстон — Роза, дочь Мигеля
- Владимир Соколофф — Мигель, португальский рыбак, который помогает Ван Дер Лину
- Эдуардо Чианнелли — полковник полиции Алмейда, начальник Перейры
- Стивен Герей — доктор Шмидт
- Курт Кэтч — Отто Луцке

В титрах не указаны
- Филип Ван Зандт — таможенник
- Аврора Миранда — девушка, играющая на фаду и поющая песню «Rua do Capelão»
- Леон Беласко — официант

## Создатели фильма и исполнители главных ролей
Режиссёр и многие из ведущих актёров фильма родились в Европе, и всего несколько лет назад перебрались в Голливуд. Режиссёр Жан Негулеско был родом из Румынии, Хэди Ламарр, Пол Хенрейд, Питер Лорре и Стивен Герей родились в Австро-Венгрии, Виктор Францен — в Бельгии, Джозеф Каллея — на Мальте, Сидни Гринстрит — в Великобритании, Владимир Соколофф — в России, Эдуардо Чианнелли — в Италии.
Режиссёр Жан Негулеско был номинирован на Оскар как лучший режиссёр драмы «Джонни Белинда» (1948). В 1940-е годы Негулеско поставил серию удачных фильмов нуар, среди них «Маска Димитриоса» (1944), «Три незнакомца» (1946), «Никто не живёт вечно» (1946) и «Придорожное заведение» (1948). В 1950-е годы Негулеско обратился к более лёгкому жанру, поставив такие картины, как романтическая комедия «Как выйти замуж за миллионера» (1953) и вестерн «Река не течёт вспять» (1954), оба фильма с участием Мерилин Монро, мелодрама «Три монеты в фонтане» (1954) и мюзикл с Фредом Астером «Длинноногий папочка» (1955).
Хэди Ламарр впервые обратила на себя внимание в австрийской мелодраме «Экстаз» (1933). Перебравшись в Голливуд, она сыграла в таких криминальных мелодрамах и фильмах нуар, как «Алжир» (1938), «Перекрёсток» (1942), «Рискованный эксперимент» (1944), «Странная женщина» (1946) и «Обесчещенная леди» (1947). Пол Хенрейд сыграл в таких значимых мелодрамах, как «Касабланка» (1942) и «Вперёд, путешественник» (1942), в фэнтези-мелодраме «Между двумя мирами» (1944), фильмах нуар «Обман» (1946), «Бессмысленный триумф» (1948) и «Боевой шок» (1954). В 1964 году Хенрейд как режиссёр поставил удачный криминальный триллер «Двойник» (1964). Актёры Питер Лорре и Сидни Гринстрит сыграли совместно в десяти фильмах, среди них «Мальтийский сокол» (1941), «Касабланка» (1942 с Хенрейдом), «Истоки опасности» (1943), «Маска Димитриоса» (1944, постановка Негулеско), «Путь в Марсель» (1944, в этом фильме сыграли также Владимир Соколофф, Виктор Францен и Эдуардо Чианнелли), «Вердикт» (1946) и «Три незнакомца» (1946, режиссёр — Негулеско).

## Оценка фильма критикой

### Общая оценка фильма
В целом критика восприняла фильм негативно, хотя в коммерческом плане он был достаточно успешен. Историк кино Джереми Арнольд отметил, что после выхода на экраны «фильм был растерзан не только критиками, но и Фредриком Прокошем, автором романа, положенного в его основу, который опубликовал свою рецензию в „The New Republic“».
Босли Кроутер в «Нью-Йорк таймс» написал, что «для шпионской картины, сделанной „Уорнер бразерс“ и сыгранной звёздной командой из изысканных европейцев и разного рода проныр с этой студии, фильм стал разочаровывающим зрелищем… В фильме бросается в глаза отсутствие ожидаемого резкого, металлического привкуса и изощрённости сценария, которые характерны для шпионских мелодрам. Вместо этого он содержит только клише из старомодного романа с игрой в рулетку». Кроутер продолжает: «Недостатки картины глубоки и обширны… Если бы „Уорнер“ заказала пародию на фильм про международные интриги и шпионов, то это вполне могла быть картина „Конспираторы“ — приправленная, конечно, несколькими шутками».
Современные критики не могли избежать сравнения этого фильма со ставшей знаменитой картиной «Касабланка» (1942), которая вышла двумя годами ранее. Джереми Арнольд, в частности, отмечает, что «в финале „Касабланки“ лидер сопротивления (которого также играет Пол Хенрейд) и его восхитительная жена (Ингрид Бергман) улетают на самолёте в Лиссабон. В „Конспираторах“ лидер сопротивления (Пол Хенрейд) бежит из Голландии и прибывает в Лиссабон, где присоединяется к другим членам подполья для борьбы с нацистами. Сидни Гринстрит и Питер Лорре также приложили руку к обоим фильмам, но на этом сходства с „Касабланкой“ заканчиваются». В этой картине «вместо Бергман мы имеем Хэди Ламарр (которая восхитительно смотрится на экране, но далеко не столь хороша как актриса), а вместо магического сочетания романтики, юмора и первоклассного диалога, здесь мы имеем заметно более слабый сценарий и историю». Арнольд полагает, что «может быть, не справедливо сравнивать этот фильм с „Касабланкой“, но ведь „Конспираторы“ были сделаны студией „Уорнер бразерс“ специально с целью повторить чудо „Касабланки“ (и, что ещё более важно, её коммерческий успех)».
По мнению кинокритика Крейга Батлера, "совершенно очевидно, что этот фильм сделан под «Касабланку» и «является в меру увлекательным шпионским триллером, который ни в коей мере не сопоставим по уровню со своим предшественником». Батлер отмечает, что «сюжет довольно сложный, возможно, даже запутанный, однако эта запутанность будет плюсом только для тех, кто пожелает в неё погрузиться. Диалоги написаны неровно, но некоторые из них несут определённый налёт и ощущение неопределённости относительно мотивов некоторых персонажей, и это сделано хорошо и убедительно». Деннис Шварц назвал картину «бутафорской романтической шпионской историей периода Второй мировой войны», которая выполнена «во многом в том же свете, что и „Касабланка“, но вовсе не с тем же успехом и изяществом». Хотя, как отмечает Шварц, «это совсем не „Касабланка“, но тоже подойдёт, если вам нужен шпионский фильм про нацистов с быстрым результатом». Однако, пишет далее критик, «надо иметь в виду, что этот фильм бледнеет по той причине, что всё экранное время забирает на себя Хенрейд, который очень зажат в отличие от харизматичного Богарта».

### Оценка работы режиссёра и творческой группы
Кроутер считает, что при работе над сценарием по роману Фредерика Прокоша, его авторы Познер и Ростен «не сделали ничего, чтобы наполнить его жизнью, и сделали чуть больше, чтобы наполнить его тревогой. Их история о голландском борце-партизане, который сбегает в Лиссабон, где попадает в группу личностей заговорщического плана и сомнительного политического состава, усугубляется очень уж очевидными сюжетными поворотами и мелодраматическими приёмами. А разработка сценаристами шпионского любовного романа столь же устарела, как и Балканские войны». Далее он пишет: «Более того, своей ходульной постановкой Жан Негулеско придал всему настроение хмурой торжественности, где актёры в буквальном смысле сжимают кулаки и зубы».
По мнению Шварца, «опытный режиссёр Жан Негулеско позволяет фильму местами проседать из-за слишком многочисленных ухищрений и слишком вторичной сюжетной линии. Тем не менее, фильм демонстрирует стиль, а его быстрый темп и отличный актёрский состав обеспечивают качество развлечения». Батлер обращает внимание на неровную режиссуру Негулеско, которая, «вероятно, стала следствием того, что он был вынужден иметь дело с изменениями в сценарии, которые вносились прямо во время съёмок, что не давало ему возможности крепко взять в руки руководство фильмом». Тем не менее, по словам Батлера, «Негулеско показывает себя в лучшем виде в финальной сцене, когда вместе сходятся различные ниточки, и он может сконцентрироваться на саспенсе и напряжённости».
Арнольд отметил, что хотя «персонажи и сама история не завораживают», фильм «красиво сделан с великолепными декорациями, костюмами и операторской работой». Шварц также обратил внимание на операторскую работу Артура Эдисона, которая «усиливает интригу». Батлер в свою очередь посчитал «бесспорными достоинствами картины красивые декорации и костюмы, а также музыку Макса Стайнера».

### Оценка актёрской игры
Кроутер считает, что «при такой дедовской режиссуре (которую показал Негулеско) не удивительно, что Пол Хенрейд должен играть голландского партизана на манер героя старомодных сериалов, а Сидни Гринстрит, Питер Лорре, Виктор Францен и все остальные в этой толпе вынуждены кривляться как шуты. В качестве прекрасной и таинственной дамы, Хэди Ламарр часто меняет костюмы, но не выражение лица. Оно остаётся столь же бессмысленным, как и логика её роли».
Арнольд напоминает, что «Ламарр подавали как самую красивую женщину в мире, когда она в 1938 году прибыла из Австрии в Голливуд, но её способность выбирать роли не соответствовала её внешности. Она отказалась от роли Ильзы в „Касабланке“, потому что „подумала, что история слишком сложная“. После этого она очень часто снималась во второразрядных фильмах в роли экзотической таинственной дамы». Тем не менее, «её фильмы приносили деньги, в том числе и „Конспираторы“. Она была восхитительна, и это была достаточная причина для публики, чтобы ходить на фильмы с её участием». Арнольд пишет, что "в своей автобиографии Пол Хенрейд, кажется, соглашался с общей оценкой Ламарр, написав, что «„Конспираторы“… был моим первым фильмом с Хэди Ламарр, и моим первым знакомством с её деревянной манерой игры». Далее Арнольд приводит слова Хенрейда, что «сочетание её очень слабой способности быстро схватывать суть и общего неумения Жана Негулеско работать с плохими актёрами вынудило режиссёра упрашивать Хенрейда незаметно и тонко ставить работу актрисы вместо него. Хенрейд говорит, что не хотел делать этого, но всё равно делал ради блага картины».
Батлер считает, что фильм добился бы большего успеха «с более сильным актёрским дуэтом в главных ролях. Хэди Ламарр — это чудо для визуального созерцания, потрясая почти в каждом кадре. Однако её актёрские способности не совпадают с её визуальным очарованием, и особенно поверхностна она в этом фильме». По мнению Батлера, «Пол Хенрейд лучше, но он также ограничен как актёр, значительно лучше смотрясь в ролях второго плана. Химии между ними нет никакой. К счастью, Сидни Гринстрит и Питер Лорре всегда под рукой, чтобы обеспечить парочку восхитительных работ второго плана». Арнольд также считает, что «к счастью, актёры второго плана Гринстрит и Лорре продемонстрировали профессионализм и преданность картине, и сцены с их участием, наверное, стали самыми лучшими в фильме. Это был пятый из восьми фильмов, в которых сыграла эта пара».